# ドン・ハトソン
ドン・ハトソン (Donald Montgomery Hutson, 1913年1月31日- 1997年6月26日)はアメリカ合衆国のプロアメリカンフットボール選手。プロフットボール殿堂入り、背番号14はグリーンベイ・パッカーズの永久欠番。

## 人物
1913年1月31日、アーカンソー州パインブラフ市生まれ。ハイスクールを卒業後、1931年8月、名門アラバマ大学に入学、アラバマ大学クリムゾンタイドフットボール部に入部する。大学時代はローズボウルを制覇するなど全米屈指のワイドレシーバーとして活躍する。1935年、NFLのグリーンベイ・パッカーズに入団。1935年から1945年の11シーズンのキャリアで1941年から1945年シーズンまでの5年連続を含め、8シーズンでレシーブ数トップとなった。
ワイドレシーバーとして、レシーブ獲得数1位は、1941年から1944年の4年連続を含め7度獲得。
最多得点を5度獲得した。
ワイドレシーバーとして、1試合あたり0.85タッチダウンをあげているがこれはNFL記録である。
NFL草創期、ランプレーが主流であった時期に数々のNFL記録を残したワイドレシーバーの先駆者であり、NFL史上最高のWRとして名があげられることもある。
第22回スーパーボウルではコイントスを務めた。
通算99TDレシーブは、ジェリー・ライスに破られるまで長い間NFL記録であった。